# منظمة التحرر من الجوع
منظمة التحرر من الجوع هي منظمة دولية تنموية غير ربحية غير حكومية وغير طائفية، تعمل على مكافحة الجوع. أنشئت عام 1964، وتعمل في 19 دولة. وقد صنفتها مصلحة الضرائب الأمريكية على أنها مؤسسة خيرية.

## التاريخ
عُرفت لأول مرة باسم «وجبات للملايين». المنظمة التي طورت وقدمت أغذية متعددة الأغراض، عبارة عن مكمل غذائي غني بالبروتينات لا يزال يستخدم حتى اليوم في عمليات الإغاثة حول العالم. في السبعينات بدأت منظمة التحرر من الجوع تنفيذ برامج التغذية التطبيقية، مع التركيز على صحة وتغذية الأمهات والأطفال. وفي عام 1988، طورت منظمة التحرر من الجوع أول برنامج إئتماني متكامل لتعليم الصحة والتغذية في العالم.
وبحلول كانون الأول «ديسمبر» 2009، شاركت 804302 امرأة من حوالي 15 دولة في الائتمان مع التعليم، وهذا الرقم يعتبر ثلاثة أضعاف ما كان عليه في عام 2005.